# John Vooijs
John Vooijs (Katwijk, 26 maart 1979) is een Nederlands musicalacteur, zanger en voormalig stemacteur die onder meer te zien was als alternate Tarzan en Joseph in de gelijknamige musicals, als Sky in de musical Mamma Mia! en hij was te zien als Galileo in de musical We Will Rock You. In 2016 deed Vooijs mee aan The voice of Holland. Hij zat in het team van Guus Meeuwis. Vooijs haalde de liveshows niet doordat hij uitgeschakeld werd bij The Knockouts. Vooijs bracht in 2016 zijn eigen single “Fight The Fire” uit. Zijn single behaalde de eerste positie in de iTunes Rock Charts.

## Biografie
Vooijs studeerde na het behalen van zijn mavo-diploma één jaar Grafisch Management, haalde zijn kappers- en ondernemingsdiploma en volgde één jaar les aan de Theaterkade in Amsterdam. Vooijs werkte daarna als bedrijfsleider in 'de Haarwinkel'. Tevens verzorgde Vooijs achtergrondzang bij onder meer het Nationaal Songfestival, 100 jaar Circustheater en het Crème de la Crème Festival en trad hij op bij premièrefeesten en dinnershows. Vooijs nam deel aan diverse musical-talentenjachtprogramma's, hetgeen hem naast bekendheid ook rollen opleverde in musicals. Vooijs verzorgde op 24 januari 2009 een gastoptreden als Joseph in de finale van het EO-programma Korenslag, vocaal ondersteund door een van de deelnemende koren. Op 19 oktober 2009 gaf hij zijn eerste eigen concert in het Beatrix Theater in Utrecht.

## Privéleven
Vooijs heeft een zoon uit een vorige relatie en twee uit zijn huidige relatie.

## Carrière
Theater
| Jaar      | Land                                                        | Productie                                        | Rol                                          |
| --------- | ----------------------------------------------------------- | ------------------------------------------------ | -------------------------------------------- |
| 2003      | Nederland, rondreizende productie                           | Robin Hood (musical)                             | Robin Hood                                   |
| 2005-2006 | Nederland, rondreizende productie                           | Jeans 15                                         | Zichzelf                                     |
| 2006-2007 | Nederland, Koninklijk Theater Carré en Nieuwe Luxor Theater | Rembrandt                                        | Ensemble en Understudy Rattenvanger          |
| 2007-2009 | Nederland, Circustheater                                    | Tarzan de Musical                                | Alternate Tarzan                             |
| 2008      | Nederland, Uden (plaats) en 's-Hertogenbosch                | Equilibrio                                       | Primos                                       |
| 2008-2009 | Nederland, rondreizende productie                           | Joseph and the Amazing Technicolor Dreamcoat     | Alternate Joseph                             |
| 2009-2010 | Nederland, rondreizende productie                           | Mamma Mia!                                       | Sky                                          |
| 2010-2011 | Nederland, Beatrix Theater                                  | We Will Rock You                                 | Galileo                                      |
| 2011-2013 | Duitsland, Stage Theater Neue Flora                         | Tarzan de Musical                                | Tarzan                                       |
| 2013-2014 | Nederland, rondreizende productie                           | Tick Tick Boom! Bijna Dertig en Nog Niks Bereikt | Jonathan Larson                              |
| 2013-2016 | Duitsland, Stage Palladium Theater Stuttgart                | Tarzan de Musical                                | Tarzan                                       |
| 2017-2018 | Duitsland, Stage Metronom Theater Oberhausen                | Tarzan de Musical                                | Tarzan                                       |
| 2018      | Duitsland, Gärtnerplatztheater München                      | Jesus Christ Superstar (musical)                 | Judas Ischariot                              |
| 2018-2019 | Duitsland, Stage Operettenhaus Hamburg                      | Ghost                                            | Carl, alternate Sam                          |
| 2019      | Duitsland, Stage Operettenhaus Hamburg                      | Sherlock Holmes Next Generation                  | John                                         |
| 2019-2020 | Duitsland, Neue Flora Hamburg                               | Paramour                                         | Alternate AJ Golden                          |
| 2019-2020 | Duitsland, Neue Flora Hamburg                               | Mamma Mia! (musical)                             | Sam                                          |
| 2024      | Duitsland, rondreizende productie                           | Rock of Ages                                     | Alternate Lonnie, Dennis Dupree, Stacee Jaxx |
| 2024      | Duitsland, Berlijn                                          | Mamma Mia! (musical)                             | Sam                                          |
| 2024-2025 | Duitsland, Neue Flora Hamburg                               | Hercules                                         | Walk-in-Cover Hades, Phill                   |
| 2025-2026 | Duitsland, Neue Flora Hamburg                               | Tarzan                                           | Walk-in-Cover Clayton, Kerchak               |

Concert
- 2012 - Musical Classics in Ahoy - Solist
- 2012 - Bernarda Alba Hoofdrol - M-lab
- 2012 - 2013 - Top 2000 live Solist
- 2016 - We want Queen - Solist

TV
- 2004 - AVRO's Sterrenjacht - Kwartfinale (AVRO)
- 2007 - Wie wordt Tarzan - 2e plaats achter Ron Link.(SBS6)
- 2008 - Op zoek naar Joseph - 2e plaats achter Freek Bartels (AVRO)
- 2008 - Pokémon - Nando, Roark & diverse bijrollen (stem)
- 2008 - 2009 - Total Drama Island - Trent (stem)
- 2010 - Wat vindt Nederland? - Deelnemer
- 2011 - Ik hou van Holland - Deelnemer
- 2016 - The voice of Holland - Deelnemer

- Library of Congress Control Number: no2019154583
- Virtual International Authority File: 3483157226596185410000